# جان سی. لکلیتر
جان سی. لکلیتر (به انگلیسی: John C. Lechleiter) (زاده ۱۹۵۶) کارآفرین، شیمی‌دان و مدیر ارشد اجرایی آمریکایی است، که در حال حاضر به‌عنوان مدیر عامل اجرایی و رئیس هیئت مدیره شرکت آلای لیلی اند کامپنی فعالیت می‌نماید.
وی که مدرک پی‌اچ‌دی خود را در رشته شیمی ارگانیک از دانشگاه هاروارد اخذ نموده، از اعضای هیئت مدیره شرکت نایکی و عضو انجمن شیمی آمریکا نیز می‌باشد.